# Berthold Körting (Kaufmann)
Berthold Körting (* 7. Juli 1839 in Hannover; † 6. April 1919 ebenda) war ein deutscher Kaufmann und Maschinenbau-Unternehmer.

## Leben
Berthold Körting war ein Mitglied der seit dem Jahr 1650 nachgewiesenen Familie Körting. Er war ein Sohn des ersten Direktors der hannoverschen Gaswerke Friedrich Ernst Körting (1803–1882) und dessen Ehefrau Sophie (1802–1869), Tochter des Hofmöbeltischlers Joh. Heinrich Meyer in Hannover und dessen Ehefrau Catharine Sophie Amalie geb. Corneils. Er war ein Bruder des späteren Gaswerkdirektors Leonhard Körting und des Ingenieurs und Unternehmers Ernst Körting. Die Kunstgewerblerin und Innenarchitektin Fia Wille war seine Tochter.
Berthold  Körting gründete 1871 gemeinsam mit seinem Bruder Ernst das Unternehmen Gebrüder Körting, das vor allem Injektoren sowie „Dampfstrahl- und Wasserstrahlpumpen zur Vakuumerzeugung und zum Fördern von Gasen und Flüssigkeiten sowie Strahlkondensatoren“ produzierte. Während Ernst Körting als Ingenieur für den technischen Bereich zuständig war, leitete Berthold Körting das Unternehmen im kaufmännischen Bereich mit großem Erfolg. 1872 wurden Berthold Körting (Mitgliedsnummer 1995) und sein Bruder Ernst (Mitgliedsnummer 1996) Mitglieder im Verein Deutscher Ingenieure (VDI) bzw. des Hannoverschen Bezirksvereins des VDI.
Berthold Körting betrieb eine für die damalige Zeit sehr effektive Werbung für die Produkte und Innovationen seines Unternehmens. Später übernahm er im zur Aktiengesellschaft umgewandelten Unternehmen den Vorsitz im Aufsichtsrat, für seine Verdienste wurde er mit dem Ehrentitel eines (königlich preußischen) Geheimen Kommerzienrats ausgezeichnet.
Am 30. November 1887 waren „[...] Wilhelm Peter Berding, Eduard und Ernst Meyer, Berthold Körting und die Herren Königswarter, Breul, Jänecke, Prinzhorn und Schwarz“ Begründer des Fabrikanten-Vereins Hannover-Linden, des späteren Industrie-Club Hannover, der laut dem Adressbuch der Königlichen Residenzstadt Hannover von 1888 die „[...] Stärkung des Vertrauensverhältnisses zwischen Arbeitgebern und Arbeitern“ bezweckte und in dem Körting einer der Vorstände war. 1890 baute das Unternehmen die Werkssiedlung Körtingsdorf bei Bornum.
Körting erlegte als Jäger in den Tropen Afrikas wilde Tiere, seine Trophäensammlung stellte er auf der 27. Wanderausstellung der Deutschen Kolonialgesellschaft bei der am 18. Juni 1914 in Hannover eröffneten Kolonialwirtschaftlichen Ausstellung aus. Der Ausstellung waren auch die zum Erlegen des Wildes von Körting benutzten „Selbstspanner-Doppelbüchsen“ des Hof-Büchsenmachers Heinrich Scherping beigegeben.

## Schriften
- Jagden am oberen Nil. Tagebuch. Georg Müller, München / Leipzig 1914. (Vorschau bei Google Bücher)

## Archivalien
Archivalien von und über Berthold Körting finden sich beispielsweise
- als „vermutlich“ an Körting adressierten und zur Zeit des Ersten Weltkriegs am 20. November 1915 datierten handschriftlich verfassten Brief des anglo-ägyptischen Generals und Gouverneurs österreichischer Herkunft und Forschungsreisenden Rudolf Carl von Slatin mit Briefkopf vom Fürsorge-Komitee des Roten Kreuzes für Kriegsgefangene; Staatsbibliothek zu Berlin Handschriftenabteilung; Sammlung Darmstaedter, Signatur: Slg. Darmstaedter Afrika 1874: Slatin, Rudolf Karl von, Blatt 1-2[9]